# Dietmar Polaczek

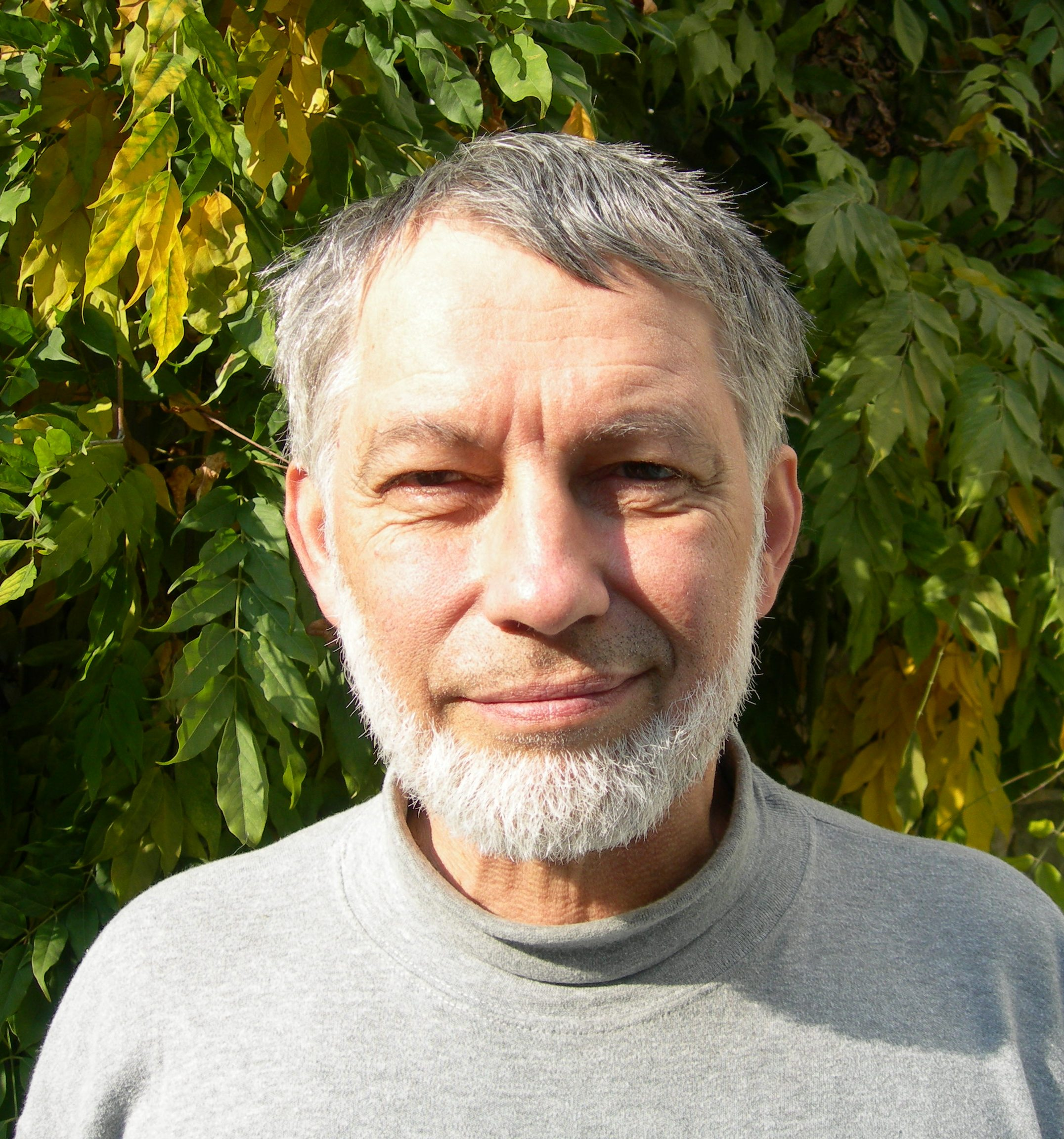
Dietmar Polaczek (2005)

Dietmar Polaczek (* 26. Oktober 1942 in Bendsburg/Oberschlesien; † 7. Mai 2020 in Wien) war ein österreichischer Komponist, Schriftsteller, Musikkritiker und Kulturjournalist.

## Biographie
Polaczeks Eltern kamen aus der Bukowina und wurden während des Krieges umgesiedelt. Er wuchs in der Steiermark auf und studierte nach der Matura in Leoben zuerst Architektur, gleichzeitig (1961–1970) Musik an der Grazer Musikhochschule (Geige und Viola bei Christos Polyzoides, Orgel bei Franz Illenberger, Komposition bei Waldemar Bloch). Nach Abbruch des Architekturstudiums an der TH Graz zusätzlich 1965–1971 Studium der Musikwissenschaft (bei Othmar Wessely) und Kunstgeschichte an der Universität Graz.
1953 begann Polaczek im Gesäuse zu klettern und war in der Folge bis 2016 als Kletterer in den Alpen und außereuropäischen Gebirgen unterwegs. Als Karikaturenzeichner und Artikelautor arbeitete er für die Alpinzeitschriften Der Bergkamerad, Bergsteiger, Alpinismus (heute Alpin) und Berge, für das Jahrbuch des Club Alpino Accademico Italiano und das Alpenvereins-Jahrbuch.
Das Studium verdiente er sich als Werkstudent in verschiedenen Berufen. 1964 erhielt er den 1. Kompositionspreis der Internationalen Jugendkulturwochen in Innsbruck. 1965 begann er in Lokalzeitungen Musikkritiken zu schreiben und war 1967/69 ein Jahr lang Koredakteur von Harald Kaufmann im Kulturteil der  Grazer Tageszeitung Neue Zeit. 1969 schloss er das Studium mit dem Kompositionsdiplom ab. Ab 1971 lebte er als freier Komponist, Publizist und Musikkritiker vor allem der Süddeutschen Zeitung in München, 1976 übernahm er die Musikredaktion der Frankfurter Allgemeinen Zeitung (F.A.Z.).
1981 wurde er Kulturkorrespondent der F.A.Z. mit Sitz in Mailand. Ende 2003 verließ er die Zeitung und lebte als freier Publizist und Schriftsteller in der Nähe Mailands; seit 2011 lebte er in Wien. Er heiratete 1987 eine Italienerin und hatte zwei österreichisch-italienisch-brasilianische Töchter.

## Schriften (Auswahl)
- Richard Strauss – Thema und Metamorphosen. In: Karl Corino (Hrsg.): Intellektuelle im Bann des Nationalsozialismus. Hoffmann & Campe, Hamburg 1980.
- Volker Hage, Thomas Schröder (Hrsg.): Italien. Land ohne Ende. Sammelband. Hirmer Verlag, München 1986, ISBN 3-7774-4120-1 (Der Großteil der Texte ist von Dietmar Polaczek).
- Kein schöner Land – keine Alpensinfonie. Wie musikalisch ist der Ruf der Berge? In: Berg ‘89 (= Alpenvereins-Jahrbuch. Band 113). Rother, München 1989, ISBN 3-7633-8052-3.
- Gebrauchsanweisung für Italien. Piper, München 1988, ISBN 978-3-492-03056-4.
- Geliebtes Chaos Italien. 3. Auflage, Koehler & Amelang, München 2000, ISBN 3-7338-0220-9.
- Das Land der Mißverständnisse, in Nach Italien!, Hrsg. Klaus Wagenbach, Wagenbach Verlag, Salto; Berlin 2000. ISBN 978-3-8031-1188-3
- Kommandoaktion Moses. Wie Venedig für immer vor Hochwasser sicher gemacht werden soll. In: Venedig: Baustelle Kunst. DU Nr.735, Zürich 2003, ISBN 3-908515-72-6.
- Ca. 7.000 Aufsätze und Kritiken In: Neue Zeit, Süddeutsche Zeitung, Frankfurter Allgemeine Zeitung, in Musikzeitschriften (Musica, Neue Musikzeitung, Musik und Medizin, Opernwelt, Opera London und anderen), Essays für den Salzburger Festspielalmanach im Residenz Verlag und in der Kulturzeitschrift DU; Beiträge in Programmheften und Jahrbüchern von Opernhäusern.

Übersetzungen
- Vito Albergo, Renzo Vatti: Die glanzvolle Geschichte der Klause und Abtei San Galgano. Vorwort von Carlo Ludovico Ragghianti. Deutsche Ausgabe übersetzt aus dem Italienischen, Verlag Cantini Edizioni d’Arte, Florenz 1985.
- Marco Volken: Badile. Kathedrale aus Granit. AS Verlag, Zürich 2006. Übersetzung ins Italienische: Badile. Cattedrale di granito. Verlag Bellavite, Missaglia 2008, ISBN 978-88-7511-080-2.

## Musikalische Werke (Auswahl)
- 5 analoge sonatinen, 1963 Violine und Klavier
- Variazioni della Moderna (Klavierparodien auf Komponisten des 20. Jahrhunderts) 1963
- Vernissage septenaire, 1963–64, großes Orchester
- laternengesänge für hohe Stimme und Klavier, 1964
- Duellett, Violine und Klavier, für Michael Schnitzler und Walter Kamper 1964
- Concertino für Streicher, 19#+ (Edition Modern, MHW, München)
- Christ ist erstanden, Orgel, für Ernst Triebel, 1965
- Metamorphosen und Fuge, Gitarre, für Erika Pircher, 1965
- Lobgesang (nach Brecht) für Chor und Instrumente, 1966
- lesabéndio, Bläserquintett, 1966
- Klavierkonzert, Klavier und Orchester, für Walter Kamper, 1968
- die reihenreihe, Flöte solo, für Karl-Bernhard Sebon, 1968
- applaus I + II für Dirigent, Sprecher, Chor und 2 Schlagzeuger, 1970
- kleine gebläsemusik für Kammerensemble, 1974
- darm und draht, Violoncello und Klavier, 1975, für Heinrich Schiff und Käthe Wittlich
- Hommage à Satie (Brei und Brocken), Orgel, für Zsigmond Szathmáry, 1978, Universal Edition Wien
- Fernseh- und Rundfunksendungen in den meisten Sendern der ARD, überwiegend Musikkritiken, musikethnologische Sendungen (persische Musik) im NDR und WDR.

## Auszeichnungen
- 1964 – 1. Kompositionspreis der Internationalen Jugendkulturwochen Innsbruck für Vernissage septenaire[2]